# Spółdzielnia
Spółdzielnia – przedsiębiorca stanowiący autonomiczne zrzeszenie osób, które dobrowolnie łączą się w celu zaspokojenia wspólnych potrzeb i aspiracji gospodarczych, społecznych i kulturalnych poprzez wspólne przedsiębiorstwo. Spółdzielnie mogą obejmować:
- przedsiębiorstwa będące własnością i zarządzane przez osoby korzystające z ich usług (spółdzielnia konsumencka);
- organizacje zarządzane przez osoby, które w nich pracują (spółdzielnie pracownicze);
- spółdzielnie wielopodmiotowe lub hybrydowe, które mają wspólne prawa własności pomiędzy różnymi grupami zainteresowanych stron. Na przykład spółdzielnie opiekuńcze, w których własność jest dzielona między opiekunów i odbiorców. Zainteresowane strony mogą również obejmować organizacje pozarządowe lub inwestorów;
- spółdzielnie drugiego i trzeciego stopnia, których członkami są inne spółdzielnie;
- platformy spółdzielcze korzystające ze strony internetowej będącej własnością i zarządzanej przez spółdzielnię, aplikacji mobilnej lub protokołu ułatwiającego sprzedaż towarów i usług.

Z badań opublikowanych przez Worldwatch Institute wynika, że w 2012 r. około miliarda osób w 96 państwach stało się członkami co najmniej jednej spółdzielni. Obroty największych trzystu spółdzielni na świecie osiągnęły poziom 2,2 bln dolarów. Według danych Międzynarodowej Organizacji Pracy, spółdzielnie oferują przeszło 100 milionów miejsc pracy – o 20% więcej niż międzynarodowe korporacje.
Przedsiębiorstwa spółdzielcze są zazwyczaj bardziej odporne ekonomicznie niż wiele innych form przedsiębiorczości, przy czym dwukrotnie więcej spółdzielni (80%) przetrwało swoje pierwsze pięć lat w porównaniu z innymi modelami własności biznesowej (41%). Spółdzielnie często mają cele społeczne, które zamierzają osiągnąć, inwestując część zysków z handlu z powrotem w swoje społeczności. Przykładowo, w 2013 spółdzielnie detaliczne w Wielkiej Brytanii zainwestowały 6,9% swoich zysków przed opodatkowaniem w społeczności, w których prowadzą handel, w porównaniu z 2,4% dla innych konkurencyjnych supermarketów.
W Szwajcarii spółdzielnie są głównym pracodawcą w sektorze prywatnym. We Francji i Włoszech oferują ponad milion miejsc pracy, w Indiach tylko w sektorze mleczarskim zatrudniają prawie 13 milionów osób. Spółdzielnie odgrywają istotną rolę w japońskim rybołówstwie. W Hiszpanii kooperatywa Mondragon jest jednym z największych w Europie i siódmym pod względem wysokości obrotów przedsiębiorstwem w kraju.
W Polsce zrzeszonych w Krajowej Radzie Spółdzielczej jest około 10 tysięcy spółdzielni. Według danych z 2016 roku większość stanowią spółdzielnie mieszkaniowe (3722), chłopskie i rolne (odpowiednio 1115 i 682) oraz socjalne (1054).
Od 2002 r. spółdzielnie są rozpoznawalne w Internecie dzięki wykorzystaniu domeny .coop. W 2014 r. Międzynarodowy Związek Spółdzielczy (ICA) wprowadził markę spółdzielczą, co oznacza, że spółdzielnie ICA i związki kredytowe WOCCU mogą być również identyfikowane za pomocą etykiety „kooperacyjna etyczna konsumpcja”.

## Polskie przepisy prawne
Spółdzielnia to zgodnie z obowiązującą w Polsce ustawą – „dobrowolne zrzeszenie nieograniczonej liczby osób” (nie mniejszej niż dziesięciu osób fizycznych lub nie mniej niż trzech osób prawnych), zwanych „członkami spółdzielni”. Liczba członków może być zmienna, nie może jednak spaść poniżej ustawowych 10 osób fizycznych albo – w przypadku spółdzielni zrzeszającej osoby prawne – poniżej trzech osób prawnych. Jednakże do istnienia spółdzielni produkcji rolnej oraz spółdzielni socjalnej wystarczy, że zrzeszonych jest 5 osób fizycznych. Spółdzielnia powstaje z chwilą wpisu do Krajowego Rejestru Sądowego.
Każdy członek spółdzielni musi zadeklarować w niej co najmniej jeden udział, chyba że statut spółdzielni przewiduje większą ich ilość; na podstawie postanowień statutu może też być zastrzeżona potrzeba wniesienia wkładu, np. rzeczowego (maszyny, grunt, zwierzęta) do spółdzielni. W odróżnieniu od spółek prawa handlowego („kapitałowych”), członkowie zakładający spółdzielnię nie muszą dysponować żadnym określonym przez prawo minimalnym kapitałem założycielskim (dla spółki z ograniczoną odpowiedzialnością od roku 2009 jest to 5000 złotych).
Inną istotną różnicą charakteryzującą spółdzielnię jest fakt, że zmiana liczby członków i zmiana funduszu udziałowego są wewnętrznymi sprawami spółdzielni, realizowanymi na poziomie jej zarządu lub rady nadzorczej, gdy tymczasem np. podwyższenie kapitału zakładowego spółki akcyjnej wymaga skomplikowanej procedury emisji akcji.
Kolejnym czynnikiem odróżniającym spółdzielnię od kapitałowych spółek handlowych jest „zasada otwartych drzwi”. Przejawia się ona w tym, iż każda osoba po spełnieniu odpowiednich przesłanek ujętych w statucie bądź przepisie prawa, może do spółdzielni przystąpić. Zasada otwartych drzwi nie rodzi jednak cywilnoprawnego roszczenia o przystąpienie w poczet członków spółdzielni. Zasada dobrowolności zrzeszania się ma także istotne znaczenie przy występowaniu ze spółdzielni. Polega na tym, że spółdzielca może w każdej chwili (po upływie niewygórowanego, np. jednomiesięcznego, okresu wypowiedzenia) wystąpić ze spółdzielni i nie musi w tym celu – tak jak w spółkach – szukać nabywcy na swoje udziały (co niekiedy, w firmach o kiepskiej kondycji ekonomicznej, może nie być łatwe).
Odmiennie od spółek handlowych uregulowane są także zasady odpowiedzialności członka za zobowiązania spółdzielni. Członek spółdzielni nie odpowiada za wspomniane zobowiązania. W odróżnieniu jednak od spółek kapitałowych, partycypuje on w stratach spółdzielni, jednak tylko do wysokości wniesionego udziału.
Majątek spółdzielni można podzielić na:
- fundusz udziałowy – powstaje z wpłat udziałów członkowskich. W razie likwidacji spółdzielni, bądź ustania członkostwa, podlega on zwrotowi byłemu członkowi, chyba że został przeznaczony na pokrycie strat spółdzielni,
- fundusz zasobowy – powstaje z wpisowego, części nadwyżki bilansowej i z innych źródeł. Jest niepodzielny i bezzwrotny,
- fundusz wkładów – istnieje tylko w niektórych spółdzielniach, które wymagają wniesienia wkładu (budowlanego, ziemi). Podlega zwrotowi i w odróżnieniu od poprzednich funduszy, nie uczestniczy w pokryciu straty.

Spółdzielnię na zewnątrz reprezentuje jej zarząd, a prace zarządu kontroluje rada nadzorcza.
Celem istnienia spółdzielni jest prowadzenie wspólnej działalności gospodarczej w interesie zrzeszonych członków. Członkowie spółdzielni uczestniczą w pokrywaniu jej strat do wysokości zadeklarowanych udziałów i nie odpowiadają wobec wierzycieli spółdzielni za jej zobowiązania. Zysk z działalności spółdzielni nazywany jest nadwyżką bilansową i na koniec roku obrachunkowego wypłacany jest członkom spółdzielni proporcjonalnie do posiadanych przez nich udziałów.
Spółdzielnia może stać się wspólnikiem prawa handlowego przez nabycie udziałów. Decyzję w tej sprawie podejmują członkowie spółdzielni na walnym zgromadzeniu (jest to bowiem decyzja strategiczna).
Najpowszechniejszą obecnie odmianą spółdzielni są spółdzielnie mieszkaniowe, także rolne, mleczarskie, pszczelarskie, inwalidzkie. Rzadsze są tzw. spółdzielnie pracy, powszechne jeszcze przed rokiem 1989. Spółdzielnie mieszkaniowe zazwyczaj mają zapisane jako cel nie tyle wypracowywanie nadwyżki bilansowej do podziału między członków, tylko budowę i administrowanie posiadanymi zasobami mieszkalnymi w interesie mieszkańców – członków spółdzielni.
W 2012 r. w Polsce istniało 17 155 spółdzielni.

## Historia spółdzielczości
Pierwsza znana, nowożytna rolnicza spółdzielnia produkcyjna powstała w 1778 roku, w greckiej miejscowości Ambelakia, ówcześnie okupowanej przez Imperium Osmańskie. Stąd idea spółdzielczości, zdaniem miejscowych, dotarła do Europy, dzięki kupcom, eksportującym produkowane tu, z miejscowej bawełny, kolorowe nici bawełniane. Popularnie przyjmuje się, że kolebką ruchu spółdzielczego była XIX-wieczna Anglia. W 1843 r. w miejscowości Rochdale powstała jedna z pierwszych spółdzielni angielskich, a jej profil był spożywczy. W tym samym czasie równolegle ze spółdzielniami produkcyjnymi czy rolniczymi w całej Europie rozwijały się spółdzielnie kredytowe, między innymi Kasy Raiffeisena. Animatorami wczesnych form spółdzielczości byli w wielu krajach (Wielka Brytania, Belgia, Skandynawia) socjaliści, którzy budowanie gospodarki spółdzielczej uważali za metodę zbudowania alternatywy dla kapitalizmu.

### Historia spółdzielczości na ziemiach polskich

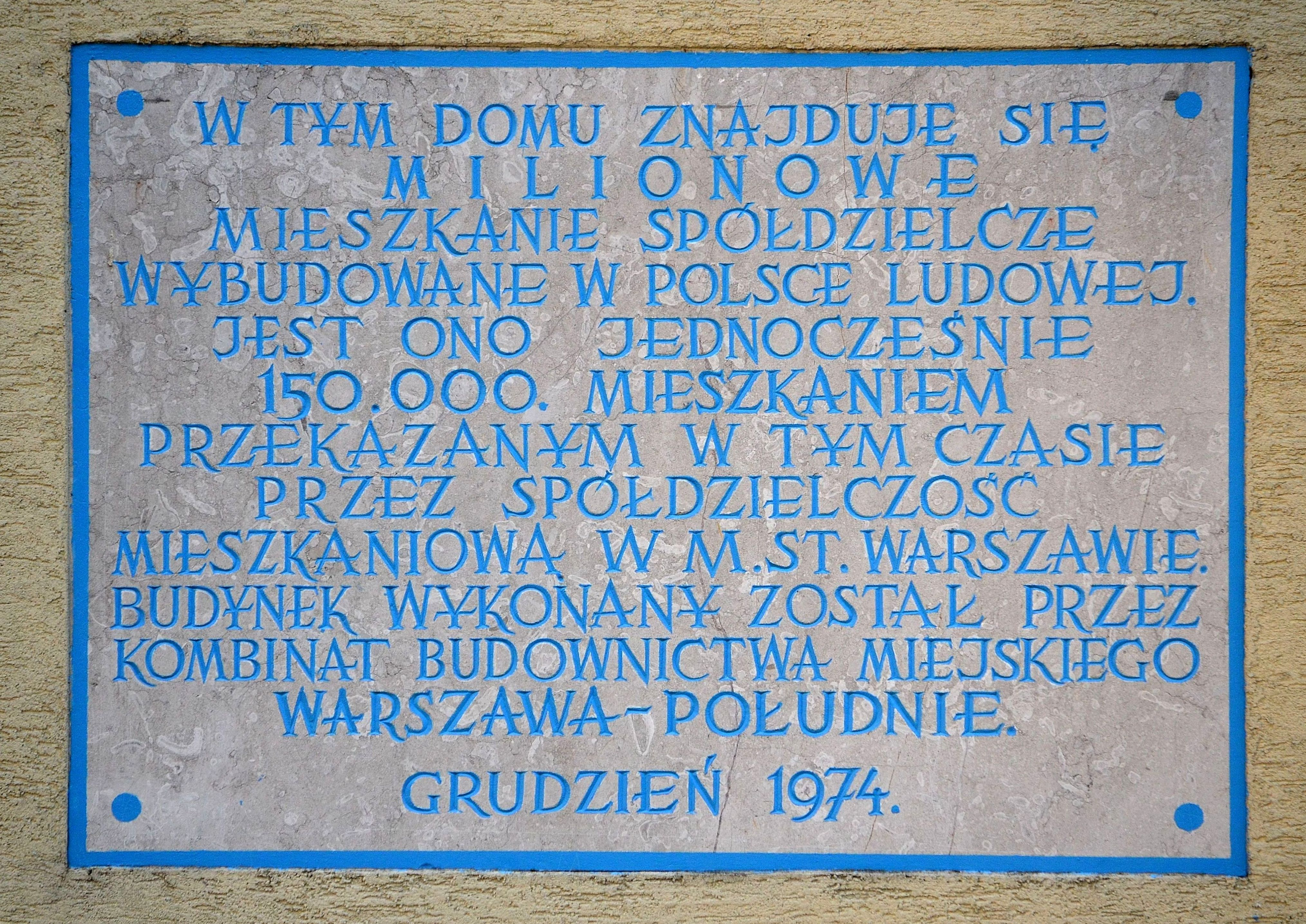
Tablica upamiętniająca milionowe mieszkanie spółdzielcze zbudowane w PRL przy ul. Marsylskiej 3 w Warszawie (1974)

Jednym z prekursorów spółdzielczości na terenach Polski był Stanisław Staszic, który w 1816 r. założył w swoich dobrach Towarzystwo Rolnicze Hrubieszowskie.
Ruch spółdzielczy wywodzi się z okresu zaborów. Był wtedy formą zrzeszania się i edukacji chłopów przez ziemiaństwo. Pozwalał na potrzebną konsolidację poziomą produkcji rolnej będącą zaczątkiem zrzeszeń producenckich oraz na polepszenie lokalnego zaopatrzenia przez tworzenie prostego przetwórstwa rolnego i rzemiosła. Ruch spółdzielczy wspierał się na wydawanych gazetkach edukacyjnych i politycznych – działalność ta wiązała się z pozytywistyczną ideą pracy u podstaw prowadzonej przez wyżej wykształcone warstwy społeczne ówczesnej Polski. Ponadto powstałe na terenie Małopolski Kasy Stefczyka ułatwiały finansowanie rzemiosła, rolnictwa i drobnego przemysłu. Zwolennikiem koncepcji spółdzielczości jako alternatywy dla kapitalizmu był m.in. Edward Abramowski. Ocenia się, że w okresie międzywojennym w Polsce działało do 16 tys. spółdzielni. W dwudziestoleciu międzywojennym ruch spółdzielczy blisko współpracował z Polską Partią Socjalistyczną, tworząc m.in. Warszawską Spółdzielnię Mieszkaniową.
13 czerwca 1890 w Bydgoszczy niemieccy urzędnicy kolejowi założyli „Beamten-Wohnungsverein” GmbH, poprzedniczkę obecnej Bydgoskiej Spółdzielni Mieszkaniowej. Założenie ww. odpowiednika spółdzielni było pionierskim działaniem w dziedzinie zbiorowego zaspokajania potrzeb mieszkaniowych w tej formule prawnej. W okresie do czasu wybuchu I wojny światowej zbudowano w jej ramach 33 kamienice.
Jedną z najstarszych w Polsce Spółdzielni Mieszkaniowych jest Spółdzielnia Mieszkaniowa Kopernik w Toruniu. Została założona 4 października 1902 jako Stowarzyszenie Urzędników dla Budowy Domów i Mieszkań w Toruniu. Pierwszym domem, który wybudowała, była kamienica przy ul. Konopnickiej na Bydgoskim Przedmieściu. Działa do dzisiaj. Łącznie wybudowała już ponad 17 tysięcy mieszkań w Toruniu.

## Szczególne rodzaje spółdzielni w prawie polskim

### Spółdzielnie mieszkaniowe
Spółdzielnia mieszkaniowa jest to rodzaj spółdzielni, której celem jest zapewnienie jej członkom mieszkań, budynków i innych nieruchomości, a także zakup gruntów na budowę domów.

### Spółdzielnie rolników, spółdzielnie kółek rolniczych oraz rolnicze spółdzielnie produkcyjne
Spółdzielnie rolników, spółdzielnie kółek rolniczych oraz rolnicze spółdzielnie produkcyjne dostosowują się do wymogów Unii Europejskiej. Do priorytetów należą nowoczesne zarządzanie majątkiem trwałym, finansami, a także zasobami ludzkimi. Coraz większą rolę odgrywają takie elementy działalności, jak: reklama, marketing czy innowacyjność w zakresie technik informacyjnych. Spółdzielnie oprócz produkcji rolnej, punktów skupu i przetwórstwa, prowadzą także sklepy owocowo-warzywne czy kwiaciarnie; zaopatrują sklepy w środki produkcji rolnej, nasiona, narzędzia i środki ochrony roślin. Mogą one uzyskiwać status grupy producenckiej.

#### Spółdzielnie rolników
Jest to rodzaj spółdzielni wprowadzony w 2018 r. Zrzesza rolników i podmioty niebędące nimi prowadzące działalność w zakresie przechowywania, magazynowania, sortowania, pakowania lub przetwarzania produktów rolnych lub grup tych produktów lub ryb, wytworzonych przez rolników lub prowadzące działalność usługową wspomagającą rolnictwo obejmującą świadczenie na rzecz rolników usług z wykorzystaniem maszyn, narzędzi lub urządzeń służących do wytwarzania przez tych rolników produktów rolnych lub grup tych produktów, lub ryb.

#### Spółdzielnie kółek rolniczych
Spółdzielnie kółek rolniczych działają w Polsce od 1973 r. Zdecydowana większość SKR-ów, bo ponad 80%, świadczy usługi z zakresu rolnictwa na rzecz swoich członków i całego środowiska wiejskiego. Obecnie istnieje 22 500 kółek rolniczych i 25 800 kół gospodyń wiejskich. Kółka rolnicze zrzeszają 1 106 000 osób, w tym 857 000 członków kół gospodyń wiejskich. W całym kraju działają 1703 Gminne Związki Rolników i Organizacji Rolniczych. Na rzecz rolników i środowisk wiejskich pracuje 997 spółdzielni kółek rolniczych. Działalność artystyczną i kulturalną prowadzi około 3000 zespołów ludowych. Łącznie w całym kraju działa około 1200 różnego rodzaju spółdzielni, a oprócz tego jest jeszcze około 500 niespółdzielczych jednostek kółek rolniczych, tj. kółka rolnicze, kółka rolnicze wiodące, międzykółkowe bazy maszynowe i zakłady produkcji usług.

## Spółdzielczość w wybranych branżach

### Spółdzielnie ogrodniczo-pszczelarskie
Na terenie kraju działa łącznie 118 spółdzielni ogrodniczo-pszczelarskich. Znajdują się one przede wszystkim na terenach wiejskich i w małych miejscowościach. Skupiają one producentów warzyw, owoców i kwiatów, a także miodu i produktów pochodnych. Część spółdzielni angażuje się także w inne rodzaje działalności, jak np. sprzedaż materiału szkółkarskiego (drzewa, krzewy) pochodzącego z kwalifikowanych szkółek. Prowadzone jest także fachowe doradztwo w tym zakresie. Przy działających spółdzielniach istnieją punkty skupu owoców i warzyw.

### Spółdzielnie mleczarskie
Przez całe wieki mleko i podstawowe wyroby z mleka były wytwarzane w gospodarstwach wiejskich i zużywane głównie dla potrzeb własnych tych gospodarstw. Dynamiczny rozwój miast w XIX wieku sprawił, że konieczne stało się wyżywienie ludności miejskiej i zaopatrzenie jej w mleko i produkty mleczne. To pociągnęło za sobą rozwój produkcji, transportu i handlu, a po pewnym czasie, dzięki postępowi technicznemu i technologicznemu, również przetwórstwa.
Historia polskiego mleczarstwa rozpoczęła się wraz z powstaniem pierwszych mleczarni, w ostatnich trzydziestu latach XIX wieku. Powstało jako forma ziemiańskiego przetwarzania mleka i początkowo rodziło się w bogatych dworach ziemiańskich, posiadających liczne stada krów mlecznych. Mleko było wówczas symbolem dostatku, a spożywanie dwóch podstawowych produktów mlecznych, czyli sera i masła, przez długi okres było przywilejem niewielkiej grupy społecznej. Mleczarstwo zaczęło przynosić pieniądze. Aby uzyskany w ten sposób kapitał trafiał do rolnika, rozwijać się zaczął ruch społeczny, prowadzący do tworzenia spółdzielni mleczarskich. Powstanie spółdzielni było wydarzeniem dla miejscowości i całej jej okolicy, a jednym z jej głównych celów stało się odebranie kapitału zawłaszczonego przez pośredników, a wywodzącego się z pracy członków spółdzielni i skierowanie go na potrzeby spółdzielców. Z inicjatywy spółdzielców budowano drogi, domy ludowe, świetlice. Istnienie spółdzielni podnosiło poziom życia otoczenia, zarówno ekonomiczny, jak i kulturalny, oświatowy i zdrowotny.
W tym okresie spółdzielczość mleczarska rozwijała się pod zaborami.
W zaborze pruskim nowo powstałe spółdzielnie zrzeszały głównie rolników niemieckich, a polscy chłopi przyjmowani byli tylko jako dostawcy mleka i to przy ograniczeniu praw członkowskich. Do wybuchu I wojny światowej na terenie zaboru pruskiego zarejestrowano 29 spółdzielni mleczarskich.
W zaborze austriackim spółdzielczość mleczarska zyskała wsparcie ze strony wykształconych działaczy spółdzielczych, m.in. Stefana Stefczyka, który w 1896 r. założył pierwsze udziałowe spółki chłopskie, które stały się zalążkiem do powstania spółdzielni mleczarskich. Dzięki działaczom spółdzielczym, którzy zakładali i nadzorowali rolnicze spółdzielnie mleczarskie, pracowały one bardziej efektywnie. W zaborze austriackim wsparciem dla rozwoju spółdzielczości mleczarskiej stały się również działające organizacje rolnicze, takie jak Patronat Spółdzielni Rolniczych Wydziału Krajowego Sejmu Galicyjskiego, Towarzystwo Rolnicze Krakowskie czy Towarzystwo Gospodarcze Lwowskie. Do wybuchu I wojny światowej na terenie tego zaboru działały 73 spółdzielnie, a kolejnych 58 było w fazie organizacji.
Dużo trudniej sytuacja przedstawiała się na terenie zaboru rosyjskiego, gdzie, w obawie przed szerzeniem świadomości narodowej, władze były wrogo nastawione do ruchu spółdzielczego. Tutaj również pomogli spółdzielczy działacze, z Edwardem Abramowskim i Stanisławem Wojciechowskim na czele. To właśnie powstałe wówczas Towarzystwo Kooperatystów udzielało pomocy potrzebującym spółdzielniom. Do masowego rozwoju spółdzielni mleczarskich na tym terenie przyczynił się również Zygmunt Chmielewski, sekretarz Komisji Mleczarskiej, istniejącej przy Wydziale Kółek Rolniczych Centralnego Towarzystwa Rolniczego w Warszawie. Do wybuchu I wojny światowej na terenie zaboru rosyjskiego działało ok. 220 spółdzielni mleczarskich.
W sumie na terenie wszystkich trzech zaborów istniało w tym okresie ok. 600 spółdzielni mleczarskich, które prowadziły przetwórstwo mleka w 770 zakładach. Do końca wojny przetrwało jednak tylko 120 spółdzielni, w dodatku znacznie osłabionych kadrowo i ekonomicznie.
W niepodległej Polsce spółdzielczość powoli rodziła się na nowo. Szkolono fachową kadrę, poprawiano jakość mleczarskich wyrobów, tworzono nowe spółdzielnie, a te już istniejące łączono w większe, organizując tym samym okręgowe spółdzielnie mleczarskie. Ruszył też eksport, nie tylko mleka, ale też masła, śmietany i innych produktów mlecznych. Doszło to tego, że przed wybuchem II wojny światowej w Polsce działało już 1475 spółdzielni mleczarskich, zrzeszających ok. 700 tysięcy członków. Wojna jednak to wszystko pogrzebała. Zginęli ludzie, drastycznie zmniejszyły się stada bydła, zniszczono majątek spółdzielni mleczarskich. Dlatego jednym z priorytetów po zakończeniu II wojny światowej, stało się odbudowanie rolnictwa i przetwórstwa mleka, tak by wyżywić ocalałą ludność. W 1945 r. uruchomiono 685 zakładów mleczarskich, w tym 590 spółdzielczych i 95 prywatnych.
Lata 1945–1950 to dynamiczny rozwój zakładów przetwórczych. Jednak upaństwowienie spółdzielni w 1951 r. i wymiana pieniądza zahamowały rozwój spółdzielczości mleczarskiej. W 1952 r. wprowadzono obowiązkowe dostawy mleka do mleczarni, które obowiązywały do 1957 r. Nastąpiły zerwanie tradycyjnych więzi pomiędzy mleczarniami a dostawcami mleka, zawieszenie spółdzielczych zasad działania, działalności kulturalnej na rzecz społeczności lokalnych i członków spółdzielni, a także zahamowanie dostaw mleka do mleczarni. Ponieważ jednak ta państwowa forma organizacji mleczarstwa nie sprawdziła się, pod koniec 1957 r. władze zniosły obowiązkowe dostawy i reaktywowały spółdzielczość mleczarską. W styczniu 1958 r. powołano do życia Związek Spółdzielni Mleczarskich – stanowił on naczelną organizację w strukturze spółdzielczości mleczarskiej. Trzy lata później Związek ten przekształcił się w Centralny Związek Spółdzielni Mleczarskich. Po reformie administracyjnej z 1975 r., po latach chaosu organizacyjnego i transformacjach gospodarczych, w styczniu 1981 r. utworzono Okręgowe Spółdzielnie Mleczarskie, a spółdzielczość mleczarska zaczęła odbudowywać swoją własną sieć dystrybucji i rozwijać bazę transportową. W tym okresie branża mleczarska posiadała własne ośrodki wczasowe, kolonijne, szkoleniowe czy sanatoria. Od dnia wprowadzenia stanu wojennego w grudniu 1981 r. samorządność spółdzielni i demokracja wewnątrzspółdzielcza w mleczarstwie istniały jedynie pro forma.
Destrukcyjny wpływ na sektor spółdzielczości mleczarskiej miały rok 1989, zmiany ustrojowe i ustawa z 20 stycznia 1990 r. „o zmianach w organizacji działalności spółdzielczości”. Aby przetrwać ten trudny okres, spółdzielczość mleczarska musiała rozpocząć proces przemian wewnątrz swoich struktur. Zaowocowało to powstaniem w 1991 r. organizacji Krajowe Porozumienie Spółdzielni Mleczarskich, której celem stała się pomoc zrzeszonym spółdzielniom. Dziś organizacja ta znana jest pod nazwą Krajowy Związek Spółdzielni Mleczarskich Związek Rewizyjny i to jego zasługą jest zwiększenie spożycia mleka w Polsce. Prowadzona przez Związek ogólnopolska kampania informacyjna „Stawiam na mleko i produkty mleczne” obecna była w 234 szkołach 108 miast w kraju.
Niezwykle ważnym okresem dla polskiego mleczarstwa było wejście Polski do Unii Europejskiej w 2004 r. To właśnie polska branża mleczarska, jako jedna z pierwszych, pośród innych krajów europejskich, dostosowała się do nowych warunków funkcjonowania. Polskie mleczarnie dostosowały się do nowej rzeczywistości również dużo lepiej niż pozostałe gałęzie przemysłu spożywczego. Należało dopasować polskie mleczarnie do standardów jakościowych i technologicznych, obowiązujących w UE. Przyczyniło się to również do postępu, jaki się dokonał w polskim mleczarstwie, a skutkiem tego jest fakt, iż spośród branż polskiej spółdzielczości, to właśnie spółdzielczość mleczarska ma największy potencjał i najszybciej się rozwija. Od momentu wejścia Polski do UE czterokrotnie wzrosła wartość eksportu polskich produktów mlecznych.
Obecnie w Polsce funkcjonuje 221 spółdzielni mleczarskich, a 110 spośród nich spełnia kryteria norm produkcji i standardy UE.